# Скачёвка
Скачёвка (Скаче́вка) — посёлок Ульяновского сельсовета Тамалинского района Пензенской области. На 1 января 2004 года — 8 хозяйств, 23 жителя.

## География
Посёлок расположен на северо-западе Тамалинского района, на левом берегу реки Сюверня, в 6 км юго-восточнее селаКаменки, расстояние до центра сельсовета села Ульяновка — 7 км, расстояние до районного центра пгт. Тамала — 22 км.

## История
По исследованиям историка — краеведа Полубоярова М. С., посёлок образован в начале XX века, в 1950-х годах — в Белинском районе, в 1966 году передан в Тамалинский район. До 2010 года входил в Каменский сельсовет. Согласно Закону Пензенской области № 1992-ЗПО от 22 декабря 2010 года посёлок передан в Ульяновский сельский совет.
В 1950-х годах в посёлке — бригада колхоза «Заря коммунизма».

## Численность населения
| год                | 1930 | 1951 | 1959 | 1979 | 1989 | 1996 | 2004 |
| ------------------ | ---- | ---- | ---- | ---- | ---- | ---- | ---- |
| количество жителей | 225  | 81   | 57   | 48   | 21   | 25   | 23   |

## Улицы
- Скачёвская.